# زومبي (لعبة فيديو 1986)
زومبي (بالإنجليزية: Zombi)‏ ، هي لعبة فيديو إلكترونية من نوع مغامرات، أنتجها ونشرها شركة يوبي سوفت الفرنسية سنة 1986م، وأعيدت إصدار الحواسيب الأخرى سنة 1990م.

## مهمة اللعبة
تبدأ مهمة شخص عليه أن يبقى على قيد الحياة في العاصمة البريطانية لندن، والحد من خطورة هجوم الزومبي عليه.), Amiga (Alexander Yarmitsky